# Adventure Game Studio
Adventure Game Studio — бесплатный игровой движок и конструктор 2D-игр, предназначенный преимущественно для разработки квестов. Совмещает в себе визуальные инструменты, позволяющие настроить различные параметры игры, а также редактор Си-подобного скриптового языка, который служит для описания игровой логики.

## История
Adventure Game Studio развивается с 1995 года. Автор идеи и разработчик — Крис Джонс.
Изначально Крис Джонс планировал создать игру в жанре квест. Он хотел сразу написать код игры целиком, но потом понял, что при изменении одного небольшого параметра придётся переписать большую часть кода. Тогда он решил сделать среду разработки — Quest Maker. Она была условно-бесплатной и стала известна как Adventure Maker v1.0. Джонс быстро сделал короткую игру из 5 комнат-локаций, которая впоследствии стала распространяться в качестве демонстрации вместе с конструктором игр. Через пару лет, когда у Джонса появился доступ в интернет, он загрузил свой проект в сеть. После этого число любительских игр резко возросло. Логотип AGS — большая синяя чашка. Он появился благодаря тому, что при добавлении объекта в игру спрайтом по умолчанию была пиксельная чашка, которая примелькалась и стала ассоциироваться с этим конструктором.
В 1997 году вышла первая массовая версия конструктора для операционной системы MS-DOS под названием Adventure Creator. Летом 1999 года автор переделал программу и выпустил её в сентябре уже под названием Adventure Game Studio.
Программист был вдохновлён простым интерфейсом приключенческих игр фирмы Sierra On-Line, особенно Space Quest IV: Roger Wilco and the Time Rippers. Первая версия Adventure Creator позволяла пользователям создавать игры только в низком разрешении, с управлением через клавиатуру.
Изначально пользователи конструктора AGS создавали только маленькие пробные или демонстрационные игрушки, в то время как большинство серьёзных проектов вскоре прекращали существование. Поэтому сообщество росло очень медленно. В конце концов разработчики попросили у автора новых возможностей (например, более высокое разрешение экрана), чтобы создавать более сложные игры. В январе 1999 года вышел Adventure Creator версии 1.1 с поддержкой SVGA-графики. Пользователи попросили возможность уменьшения и увеличения персонажа (имитация близких и далёких мест на локации), и Джонс добавил её в сентябре того же года.
После долгого застоя вышла первая законченная игра Lassi Quest, а сразу после неё Larry Vales и Rob Blanc (от Ben 'Yahtzee' Croshaw), в результате чего движок стал набирать популярность.
Со временем сообщество стало пополняться тысячами новых участников и продолжало расти, создавая всё больше новых игр, от коротких милых поделок в старом стиле до крупнокалиберных, как, например Pleurghburg: Dark Ages.

## Возможности
Сама среда разработки игр работает под операционной системой Windows; начиная с версии 2.70 программа больше не компилирует игры под DOS (в DOSBox игры запускаются без звука). Существуют специальные порты для запуска AGS игр на Mac OS (проект начат и заброшен в 2005 году) и Linux. В конце 2011 года появились порты для запуска AGS игр на PSP и Android.
Программа обладает поддержкой достаточно большого количества мультимедийных форматов: S3M, MOD, XM, MIDI, WAV, OGG, MP3, AVI — версия 2.61. В версии 2.72 была добавлена поддержка формата IT.
Есть возможность запуска в полноэкранном и оконном режимах, имеется поддержка различных эффектов со звуком, скроллинг комнат. В комплект с конструктором входит полноценная документация на английском языке, в которой имеется подробное руководство и пример создания игры.
В AGS можно создавать игры от 256 цветов с разрешением 320x200 (в стиле старых классических квестов) до 32-битных с разрешением свыше 800×600.
Для 16-битных и 32-битных цветов можно использовать альфа-канал. Существуют следующие разрешения: 320×200, 320×240, 640×400, 640×480 и 800×600.
Кроме того, AGS обладает возможностями, которых нет у некоторых других движков — это запуск игр без программы, возможность использования модулей, шаблонов и плагинов, а также возможность перевода игры на другие языки.

## Игры
Спустя годы после первого релиза AGS, участниками сообщества было сделано свыше сотни различных игр. Они варьируются от коротких «пробников» до больших проектов, сделанных на профессиональном уровне. На этом движке также можно создавать аркадные и настольные игры.

### MAGS
MAGS (Monthly AGS competition / «Ежемесячные соревнования по AGS») — конкурс официального AGS-форума, где разработчики игр должны за месяц создать короткую игру. Сложность состоит в том, что игра должна соответствовать ряду требований по продолжительности, графике и содержанию. В конце месяца голосованием выявляется лучшая игра, и её автор придумывает условия конкурса для следующего месяца.

## Сообщество
AGS-сообщество — одно из самых крупных по созданию квестов на специализированном для этого движке. Оно базируется на AGS Forum и в AGS IRC-канале.
Одна из главных особенностей этого сообщества заключается в том, что оно не только помогает разработчикам создавать игры, но и проводит различного рода соревнования: по рисованию, писательскому мастерству, созданию музыки и созданию игр.
Соревнования по созданию игр:
- MAGS Архивная копия от 9 августа 2020 на Wayback Machine: «Ежемесячное соревнование по AGS», разработчики создают игры по особым правилам. В качестве срока даётся 1 месяц, и по его окончании участники голосуют за лучшую игру. В конце года из всех игр, сделанных для MAGS за год, всеми его участниками выбирается самая лучшая, и она объявляется лучшей MAGS-игрой года.
- ATC: The AGS Team Challenge: «Соревнование по командам», группы по 5 человек сплачиваются для создания игры. У каждой команды есть свой сценарист, художник фонов, художник спрайтов, композитор и программист. Цель — создать не лучшую игру, а завершить её вовремя в течение определенного срока.
- AGS Awards: «Премия AGS», самая престижная награда в AGS-сообществе (иногда её называют «Rogers») — это серия ежегодных наград, похожая на Оскар, где участники сообщества голосуют за лучшую игру в определенной номинации. Это и разнообразный сюжет, и персонаж, и технические аспекты, а также номинации «Лучшая игра» и «Самые большие достижения за всё время пребывания в сообществе». Церемония награждения проходит по IRC-каналу.